# Locomotiva FS 119
Le locomotive FS 119 sono state un gruppo di locomotive delle Ferrovie dello Stato (FS).
Nel gruppo 119 FS vennero immatricolate 7 unità, di provenienza eterogenea, accomunate dal rodiggio 1B; dopo avere prestato servizio per oltre cinquant'anni nelle aziende ferroviarie che vennero poi riscattate dalle FS, dopo un breve servizio presso l'azienda di Stato a causa delle loro modeste velocità e prestazioni vennero radiate e demolite.